# نیروگاه گازی زاهدان
نیروگاه گازی زاهدان (استان سیستان و بلوچستان، زاهدان، کیلومتر ۵ جاده گلوربند، بهره‌برداری ۱۳۶۵)، یکی از نیروگاه‌های ایران از نوع گازی با ظرفیت تولید ۲۲۶٫۲ مگاوات است که شامل ۹ واحد گازی مدل Frame5 است. نیروگاه زاهدان ساخت شرکت‌های هیتاچی، براون باوری و AEG است.
نیروگاه در ۴ فاز ساخته شد که در سال‌های ۱۳۶۵، ۱۳۷۴، ۱۳۷۶ و ۱۳۸۶ به بهره‌برداری رسیدند.
نیروگاه زاهدان شامل ۳ واحد ۲۴٫۵ مگاواتی مدل F5 از نوع PG 5361 ساخت هیتاچی-بی‌بی‌سی در سال ۱۳۶۵، ۱ واحد ۳۰ مگاواتی ساخت AEG در سال ۱۳۷۴، ۱ واحد ۲۴٫۸ مگاواتی ساخت هیتاچی-بی‌بی‌سی در سال ۱۳۷۶ و ۴ واحد ۲۴٫۵ مگاواتی در سال ۱۳۸۶ است.
قدرت عملی نیروگاه در زمستان ۱۶۲ مگاوات و در تابستان ۱۵۳ مگاوات است. میانگین قدرت عملی هر واحد ۱۷٫۵ مگاوات است.
سوخت واحدها گاز طبیعی و سوخت پشتیبان گازوئیل است که گازوئیل در ۲ مخزن هریک به ظرفیت ۱۰ میلیون لیتر ذخیره‌سازی می‌شود.

## آمار تولید برق و مصرف سوخت نیروگاه در سال ۱۳۹۱
طبق آمار سال ۱۳۹۱، مصرف گازوئیل نیروگاه زاهدان [در سال ۱۳۹۱] ۲۹۵۲۳۵ هزار لیتر، راندمان ۲۳٫۷ درصد و کارکرد نیروگاه در سال ۵۵۸۵ ساعت که کارکرد نیروگاه در سال طبق درصد ۶۳٫۶ درصد بوده‌است.

## خنک‌سازی هوای ورودی به سه توربین گازی نیروگاه
در آذر ۱۳۸۸، سامانه خنک‌سازی هوای ورودی به روش فاگ (Fogging) (پاشش مه در جریان هوای ورودی به کمپرسورهای واحدهای گازی) در سه واحد گازی مدل Frame5 ساخت هیتاچی (واحدهای ۲۴٫۵ مگاواتی) در نیروگاه زاهدان نصب شد.
یکی از علت‌های کاهش ظرفیت تولید برق در واحدهای توربین گازی افزایش دمای هوای ورودی به این توربین‌ها است و به همین دلیل در فصول گرم سال دچار مشکل کاهش ظرفیت تولید می‌شوند. به دلیل گرمای هوا، چگالی هوای ورودی به توربین‌های گازی دچار کاهش نسبی می‌شود و باعث افزایش کارِ مخصوص کمپرسور نیز می‌شود که به دنبال آن توان و راندمان توربین‌های گازی و واحدهای سیکل ترکیبی کاهش می‌یابد.
با طراحی و نصب سیستم خنک‌کاری هوای ورودی مناسب در ۳ واحد توربین گاز، توان تولیدی به میزان ۱۰ مگاوات افزایش یافت.